# 酒井米輔
酒井 米輔（さかい よねすけ、生没年不詳）は江戸時代の浮世絵版画の彫師。

## 略歴
米助ともいい、牛込御納戸町に居住していた。曲亭馬琴の『近世物之本江戸作者部類』には「剞劂の良工なり、（かしらほりといふものにて、読本の綉像に初めて微妙の力を尽せしは水滸画伝より他、其人物のかしらは、みな米助が細工なり）」とある。葛飾北斎の読本の彫りを担当している。

## 作品
- 葛飾北斎 『新編水滸画伝』 読本 曲亭馬琴作 文化3年（1806年）
- 葛飾北斎 『標註そのの雪』 読本 曲亭馬琴作 文化4年（1807年）